# Ratpenat nassut japonès
El ratpenat nassut japonès (Murina silvatica) és una espècie de ratpenat de la família dels vespertiliònids que només es troba al Japó.